# رانا
إن سيارة «رانا» التي تم كشف الستار عنها في [أبريل] / [نيسان] [2009] هي سيارة تلائم العائلات الصغيرة وهي أول سيارة [إيرانية] تطابق المعيار [الأوروبي] للأمان عند التصادمات (Euro NCAP) وحماية [المشاة] في حالة الاصطدام علاوة على أنها أول سيارة منتجة في [إيران] التي بإمكانها أن تجتاز مواصفات يورو 4 و5 (معايير الانبعاثات الأوروبية) كما أنها ستعرض بالمحركات المختلفة منها محرك بسعة 1.6 لتر يعمل [بالبنزين] ومحرك بسعة 1.7 لتر يعمل بالغاز كوقود رئيس.
و تستهدف الشركة الوصول إلى الحجم الإنتاج السنوي لهذه السيارة البالغ 150 ألف سيارة كما تنوي تصدير 25 بالمائة من هذا الحجم إلى الأسواق الأجنبية علاوة على أنه بإمكان الشركة إنتاجها في مصانعها في خارج البلاد.

## وصلات خارجية
- الموقع الرسمي للشركة نسخة محفوظة 1 سبتمبر 2011 على موقع واي باك مشين.